# Variazioni su un tema di Paganini
Le Variazioni su un tema di Paganini, op. 35, sono un'opera per pianoforte di Johannes Brahms, completata nel 1863. Il tema è tratto dal Capriccio n. 24 in la minore di Niccolò Paganini.

## La composizione e la sua ricezione

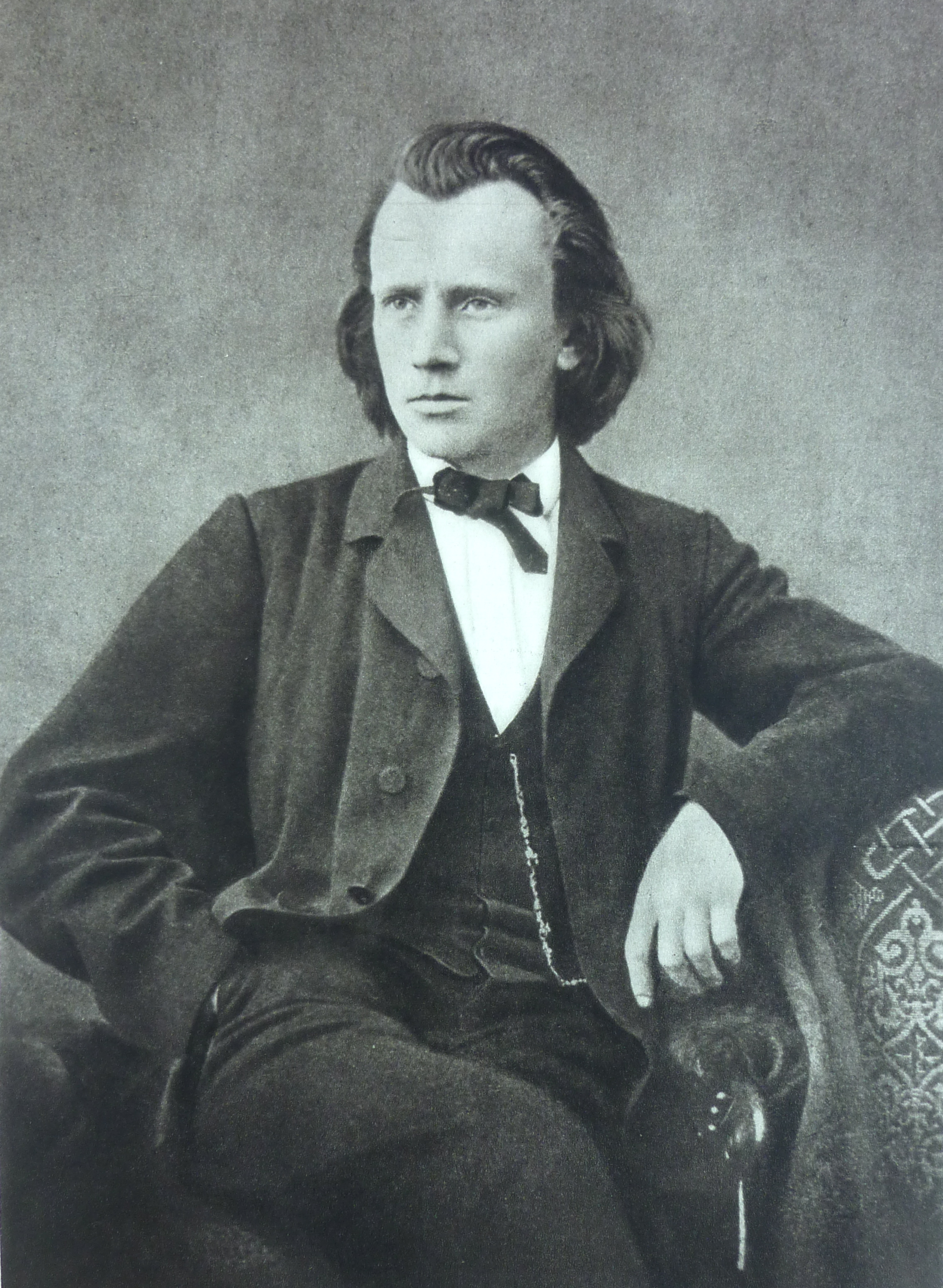
J. Brahms

Il destinatario originale dell'opera era il pianista Carl Tausig, un virtuoso dello strumento.
Il titolo originale di Brahms era Studi per pianoforte: variazioni su un tema di Paganini. L'autore intendeva l'opera come qualcosa di più di un semplice ciclo di variazioni su un tema; ogni variazione ha infatti le caratteristiche di uno studio.
L'opera consiste in due libri, ciascuno dei quali si apre con il tema paganiniano, seguito da quattordici variazioni. Ogni variazione finale di ciascun libro è particolarmente virtuosistica e spettacolare.
Al suo apparire l'opera fu molto discussa anche da parte dei sostenitori di Brahms, compresa la stessa Clara Schumann; ad alcuni parve infatti una mera esibizione di virtuosismo tecnico fine a se stesso, non sorretta da una reale necessità espressiva. In effetti, l’opera rappresenta una delle tappe più ardue dell’intera letteratura pianistica e richiede veemenza e vigoria, ma anche estrema precisione e leggerezza, da parte dell’esecutore: Liszt stesso ammise che le variazioni di Brahms erano di gran lunga più impegnative dei suoi Grands Études, anch’essi composti a partire da temi di Paganini. In realtà Brahms intendeva la sua opera come una riflessione sul significato storico della ricerca condotta a suo tempo da Paganini; una ricerca che aveva ad oggetto innanzitutto la sonorità strumentale, più che l'armonia, la forma o l'invenzione tematica.
Fra le migliori interpretazioni moderne di quest'opera è degna di nota quella di Arturo Benedetti Michelangeli, per quanto non testuale: infatti Michelangeli ometteva di eseguire alcune variazioni, cambiava l'ordine di alcune altre e a volte eseguiva una versione rielaborata e ridotta del finale del secondo libro. Altre notevoli interpretazioni sono quelle di Evgeny Kissin, Julius Katchen, Claudio Arrau e Lilya Zilberstein.

## Articolazione

### Primo libro
- Thema. Non troppo Presto. (La minore)
- Variazione I. (La minore)
- Variazione II. (La minore)
- Variazione III. (La minore)
- Variazione IV. (La minore)
- Variazione V. Espressivo (La minore)
- Variazione VI. (La minore)
- Variazione VII. (La minore)
- Variazione VIII. (La minore)
- Variazione IX. (La minore)
- Variazione X. (La minore)
- Variazione XI. Andante (La maggiore)
- Variazione XII. (La maggiore)
- Variazione XIII. Vivace e scherzando (La minore)
- Variazione XIV. Allegro (La minore), Con fuoco, Presto ma non troppo

### Secondo libro
- Variazione I. (La minore)
- Variazione II. Poco animato (La minore)
- Variazione III. Piano et leggiero (La minore)
- Variazione IV. Poco allegretto (La maggiore)
- Variazione V. Dolce (La minore)
- Variazione VI. Poco più vivace (La minore)
- Variazione VII. Leggiero e ben marcato (La minore)
- Variazione VIII. Allegro (La minore)
- Variazione IX. (La minore)
- Variazione X. Feroce, energico (La minore)
- Variazione XI. Vivace (La minore)
- Variazione XII. Poco andante (La maggiore)
- Variazione XIII. Un poco più andante (La minore)
- Variazione XIV. (La minore)